# Hopteelt

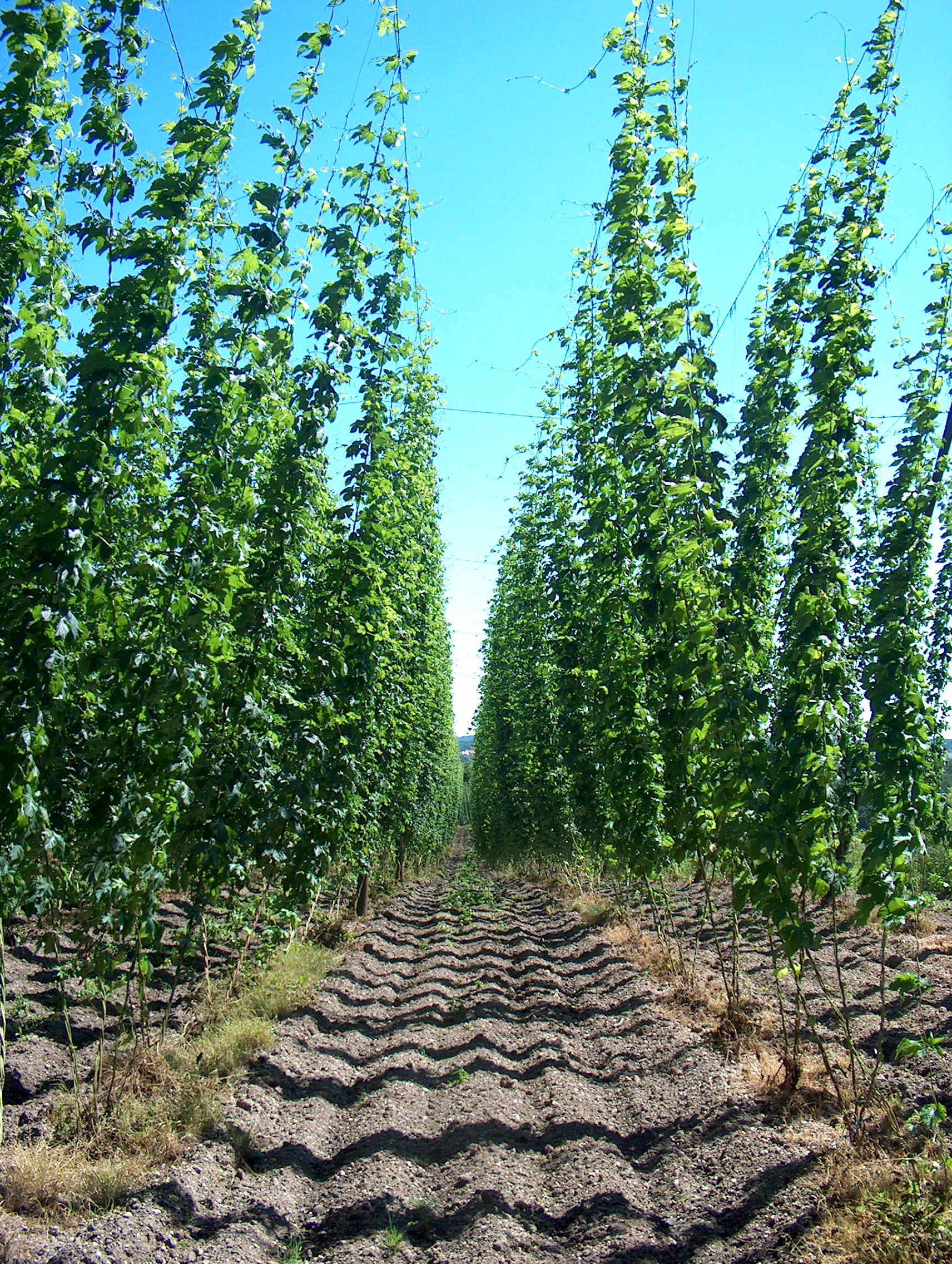
Moderne draadteelt

Hopteelt is de teelt van hop, een meerjarige tweehuizige klimplant die tot negen meter hoog kan worden. De bloemen van de vrouwelijke plant, de hopbellen, bevatten etherische oliën die helpen bier te conserveren en er een bittere smaak aan geven. De plant komt in geheel Europa voor en wordt al sinds de negende eeuw bij het brouwen van bier gebruikt.

## Algemeen
Hop is een van de snelst groeiende planten in het plantenrijk. Hij haalt gemiddeld een groeisnelheid van 10 cm per dag. De hopplant gedijt het beste op een wat leemhoudende zandgrond en voldoende zonlicht, water en mest. De plant kan tot 20 jaar productief blijven. Hij brengt als wortelstok de winterperiode door, zodra hij begint te groeien is een voorziening nodig die opklimmen mogelijk maakt. In de vrije natuur benut de plant daarvoor de struiklaag in de bosrand. Op een plantage zorgt de kweker voor staken of draden. In de hoogbouwcultuur is daarvoor een constructie opgesteld die tot acht meter hoog kan zijn, bij laagbouw is dat minder dan de helft.
De ruim benodigde bemesting bestond in vroeger tijden behalve uit kalk, as en stalmest, beer en straatslijk uit de stad. Het werd op sommige plaatsen per boot naar de hopplantages gebracht. Per hectare wist men onder de juiste omstandigheden per jaar 500 kilogram gedroogde hopbellen te oogsten. Het drogen gebeurde aan zon en wind maar er waren ook speciale hopeesten voor ingericht. In het Vlaams Openluchtmuseum Bokrijk is er nog een te bezichtigen. Gedroogde hop werd gewogen met een door de plaatselijke overheid beschikbaar gestelde hopwaag waarna ze werd verhandeld. Het was een arbeidsintensieve maar lucratieve teelt waarvoor, in vergelijking met bijvoorbeeld graansoorten, weinig grondoppervlak benodigd was.

## Staakvelden

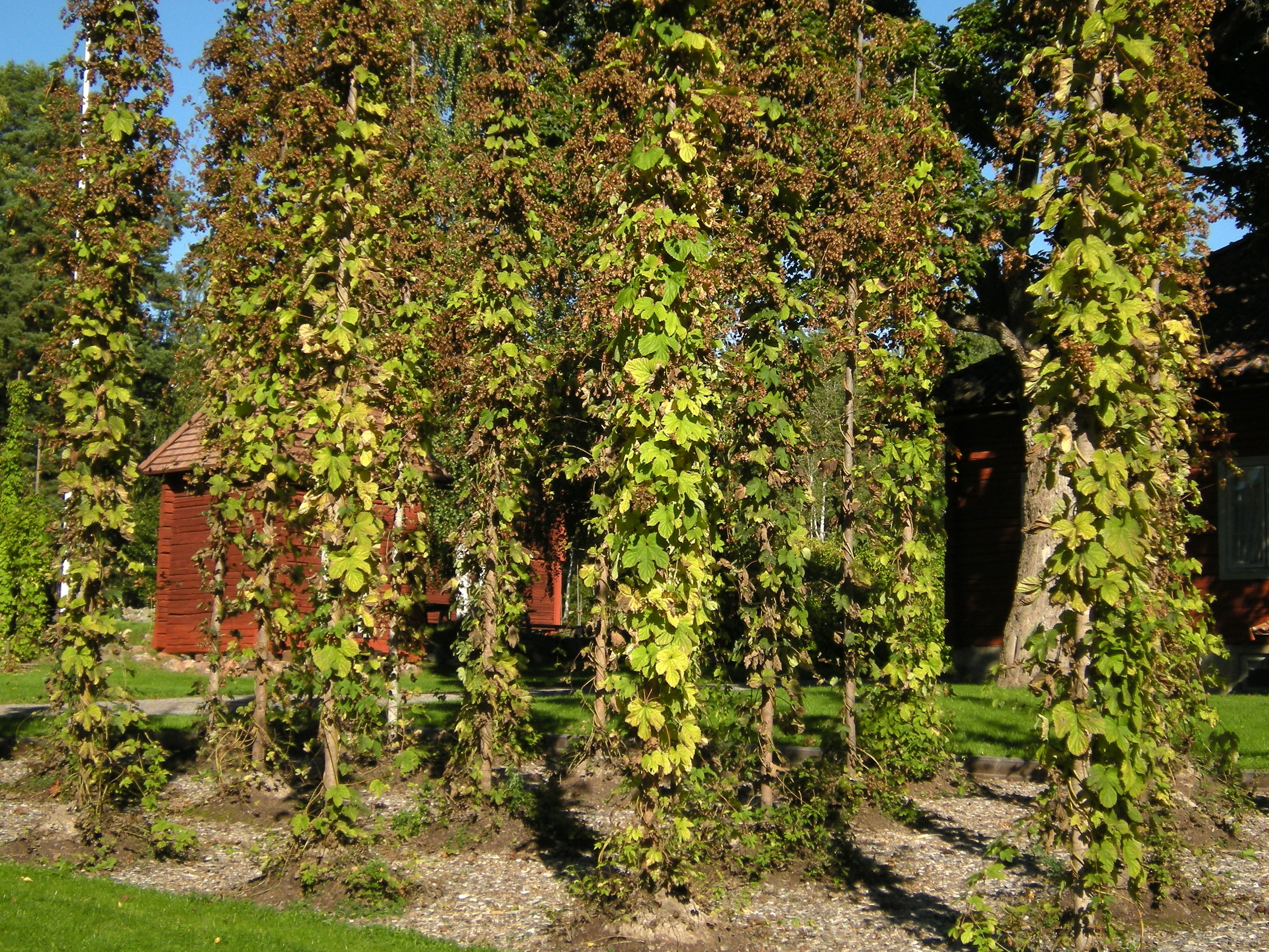
Traditionele staakteelt

Een 'hopkuil' is een vierkant stuk grond, iets groter dan een vierkante meter, waarop in de hoeken vier, circa drie tot zes meter hoge palen staan. Lange zijn vaak aan de top samengebonden, kortere kunnen ook alleen staan. De hopranken groeien tegen deze palen op. De velden waarop deze constructies zijn geplaatst worden staakvelden genoemd. Een hopkuil wordt omgeven door een aarden walletje, bedoeld om de bemesting en het toegebrachte water vast te houden.

## Draadvelden
Bij grootschalige hopteelt werd en wordt vooral gebruikgemaakt van draadvelden. Een moderne hopplantage bestaat uit lange rijen palen die door draden met elkaar zijn verbonden. Langs verticale lijnen groeien de hopplanten die tot acht meter hoog worden. Tussen de plantenrijen is plaats voor rijdende machines die de hopbellen mechanisch oogsten.

## Moderne teelt

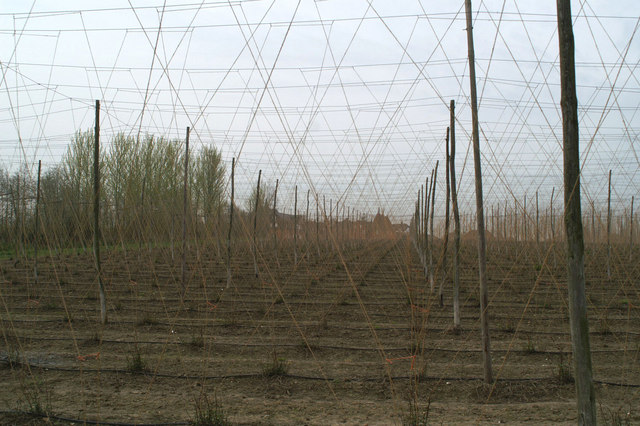
Hopplantage in Kent (Engeland) gereed voor een nieuw groeiseizoen

Omdat de zaden van bevruchte bloemen veel vetten bevatten zijn bevruchte bloemen ongewenst in verschillende landen zoals België, Duitsland en de Verenigde Staten. Daarom worden in teeltgebieden in die landen tot op vele kilometers van de hopvelden alle mannelijke planten zo snel mogelijk verwijderd en zelfs wettelijk niet toegestaan. Door de energierijke inhoud zijn zaden een geliefd voedsel voor vogels, die daarmee tegelijk voor de verspreiding ervan zorgen. Doordat er zo steeds nieuwe planten worden aangevoerd, is het verwijderen van alle mannelijk planten in de praktijk onuitvoerbaar, en is er ook altijd een klein percentage bloemen met zaden. In het Verenigd Koninkrijk worden mannelijke planten niet verwijderd omdat de hopboeren daar juist graag hun vrouwelijke planten bevrucht zien. Dat het vet een schuimkraag op het bier verhindert deert hen niet, omdat men in dat land meestal geen schuim op het bier verlangt.
De hopplant heeft minimaal 14 uur per dag licht nodig en groeit daarom optimaal op breedtes hoger dan 32°. In Zuid-Afrika heeft men getracht hop te telen, wat pas succesvol werd toen men in de hoptuinen met kunstlicht ging werken. Rond 1985 is het Wye College uit Kent te hulp geschoten met het kweken van hopvariëteiten die konden groeien bij 10 uur licht.
Een nieuwe toepassing voor de hopteelt zijn hopscheuten. De scheuten, vergelijkbaar met taugé en alfalfa, worden gestoken op het ogenblik dat ze nog onder de grond zitten, en worden vooral in België beschouwd als een delicatesse.

## Teeltcentra in België en Nederland
In Poperinge zijn nog tal van hopvelden te vinden (23 hopboeren in 2013). Sinds de 19de eeuw nam de hopteelt daar een hoge vlucht en omstreeks 1980 werd nog 1.000 ha met hop beplant. In 2005 was dat geslonken tot 200 ha. In Aalst - Asse zijn nog twee hopboeren bedrijvig, namelijk te Erembodegem en te Sint-Martens-Bodegem. Wallonië telde in 2013 nog 1 hopboer.
Vroeger werd ook in Nederland op vele plaatsen hop geteeld, onder meer in Brabant (Schijndel) en Drenthe waar in het dorp Peize nog veel herinnert aan die tijd, zoals het gemeentewapen, de naam van het bejaardenhuis De Hoprank en een serie, door vrijwilligers onderhouden, authentieke hopkuilen bij de Hoppekampweg. Nadat hopteelt in Nederland vele jaren niet meer bedreven was, werd er in het begin van de 21ste eeuw hier en daar weer kleinschalig mee begonnen. Deze teelt is vaak gerelateerd aan kleine lokale brouwerijen.